# 2788 Andenne
2788 Andenne eller 1981 EL är en asteroid i huvudbältet som upptäcktes den 1 mars 1981 av den belgiske astronomen Henri Debehogne och den italienska astronomen Giovanni de Sanctis vid La Silla-observatoriet. Den är uppkallad efter den belgiska staden Andenne.
Asteroiden har en diameter på ungefär 5 kilometer.